# Militär-Tapferkeitsmedaille (Rumänien)
Die Militär-Tapferkeitsmedaille wurde am 25. November 1880 durch Fürst Carol I. von Rumänien in zwei Klassen gestiftet und konnte für außerordentliche Tapferkeit an Offiziere, Unteroffiziere und Mannschaften verliehen werden. Mit der Einführung des Militärordens Michael der Tapfere am 21. Dezember 1916 wurde die Tapferkeitsmedaille als höchste Auszeichnung für Unteroffizier und Mannschaften verliehen.

## Ordensdekoration
Das Ordenszeichen ist ein aus Bronze gefertigtes vergoldetes (I. Klasse) bzw. versilbertes (II. Klasse) Kreuz, unter dessen Kreuzarmen ein dichter Eichenkranz verläuft. Im Medaillon das nach rechts gewendete Brustbild des Stifters mit der Umschrift CAROL I. DOMN AL ROMANIEI (Carol I. Fürst von Rumänien). Rückseitig die zweizeilige Inschrift VIRTUTE MILITARĀ  (Militär Verdienst).

## Trageweise
Getragen wurde die Auszeichnung an einem roten Band mit hellblauen Randstreifen auf der linken Brustseite.

## Sonstiges
Mit der Verleihung der Militär-Tapferkeitsmedaille war seit dem 25. Dezember 1916 ein monatlicher Ehrensold verbunden.